# Dacia Jogger
Dacia Jogger je najmlađi model tvrtke Dacije. Predstavljen je u rujnu 2021. godine (u isto vrijeme kao i Dacia Spring), a prodaje se na hrvatskom tržištu od početka 2022. godine. 
Model je četiri vrste u jednom-karavan, SUV, monovolumen i furgon. 
Naslijedio je uspješnog modela Logana MCV (čija je proizvodnja trajala 15 godina od predstavljanja). 

## Dizajn
Dacia Jogger sprijeda izgleda identično kao njegov mlađi brat Sandero Stepway, jedina razlika je to što ne piše Stepway na prednjoj maski. Stražnja svjetla ima poznata Volvina (stražnja) svjetla. Gotovo copy-paste. Modernog je i zanimljivog dizajna.
Interijer je isti kao u Sanderu. U drugom redu sjedala ima više mjesta za glavu i koljena putnika (za razliku u Sanderu). Jogger bez trećeg reda sjedala nudi prtljažnik od 708 litara, a kada se preklopi drugi red sjedala, obujam raste na 1819 litara. Ako Jogger ima treći red sjedala koja nisu sklopljena, nudi samo 160 litara, kao gradski automobil. Velika prednost prtljažnika je to da je vrlo iskoristiv za svakakve oblike. Razlog je zato što ima ravan i visok krov te gotovo vertikalna vrata. Sigurno će Jogger biti vidljiv u taksi službama, kao službeni auto firme, ali kao i obiteljski automobil.

## Tehnički podatci (svaki ima poseban odjeljak )
Jogger je stvoren na CMF-B platformi koju je stvorila korporacija Renault-Nissan, a tu platformu koriste Dacia Sandero, Renault Clio i Captur. Zato je uvršten u C-segementu monovolumena sa 7 sjedala. Još jedna njegova prednost je to što je jeftiniji od modela kao što su Citroën Gran C4 Spacetourer (2.0 BlueHDi Shine- 251.181 kn/33.337,45 €), Nissan X-Trail (1.7 dCi N-Connecta- 247.493 kn/32.847,97 €) ili Volkswagen Touran (1.5 TSI Trendline 196.929 kn/26.136,97 €). 
Dimenzije (d×š×v u metrima): 4,55×1,78×1,63 m
Osovinski razmak: 2,90 m
Prtljažnik: 160 L/ 708 L/ 1819 L
Spremnik benzina: 50 l
Masa: 1330 kg (najlakšiji u C-segmentu, hibridni ima 1510 kg)
Pogon: prednji
Kočnice: sprijeda diskovi, straga bubnjevi
Ovjes: sprijeda McPherson, straga polukrut
Krug okretaja: 11,7 metara
EuroNCAP: ☆☆
Jamstvo: 3 godine/ 100.000 km
Pogone ga tri vrsta motora:

1.0 TCe (turbobenzinac), 110 KS i 200 Nm
•0-100 km/h- 10,5 s
•Max brzina: 180 km/h
Potrošnja: 
•Grad: 7,6 L/100 km
•Otvorena cesta: 5,6 L/100 km
•Autocesta: 7,8 L/100 km
•Prosjek: 7,3 L/100 km 
•CO2 ispuh: 127 g/km
•Doseg (s prosječnom potrošnjom): 685 km
•CIJENA: 123.900 kn/16.444,36 € (s osnovnom opremom Essential, koja nema klimu) 

1.0 TCe+ LPG, 100 KS i 170 Nm (spremnik plina je 40 litara, a nalazi se na mjestu rezervnog kotača)
•0-100 km/h- 12,5 s
•Max brzina: 178 km/h
Potrošnja
•Prosjek: 6,5 L/100 km
•CO2 ispuh: 118 g/km
•Doseg (s benziskim i plinskim): 1399 km
•CIJENA: 121.900 kn/16.178,91 € (s osnovnom opremom Essential) (najjeftiniji sedmerosjed na tržištu)

1.6 SCe E-Tech (iz Renault Clia hibrida), 140 KS (94 KS motor+ 49 KS e-motor) (dolazi kao sedmerosjed u najskupljoj opremi Extreme i ima automatski mjenjač sa 6 brzina) 
•0-100 km/h- 9,8 s
•Max brzina: 167 km/h
Potrošnja
•Prosjek: 5-5,5 L/100 km
•CO2 ispuh: nepoznat
•Doseg: 900 km
•CIJENA: 29.000 € (najjeftiniji hibrid na tržištu)
Dizelski 1.5 dCi nije u ponudi na tržištu zbog ekoloških trendova i ukidanja dizelaša u ponudama.